# Jardin Alexandre-Godron
Le jardin Dominique-Alexandre-Godron, anciennement jardin botanique Sainte-Catherine, est un jardin botanique du XVIIIe siècle situé rue Sainte-Catherine à Nancy, derrière le Muséum-Aquarium.

## Situation et accès
Le Parc se trouve en centre de ville, à l'est des places Stanislas et d'Alliance. On peut entrer du côté nord par la rue Sainte-Catherine, entre le bâtiment du Muséum-Aquarium et le bâtiment Espace Docteur Jean Benech, du côté est par la rue de l'Île-de-Corse (station bus : Sainte-Catherine) et du côté ouest par la rue Godron.

## Origine du nom
Il porte ce nom en hommage à Alexandre Godron qui dirigea le jardin dans la seconde moitié du XIXe siècle.

## Historique

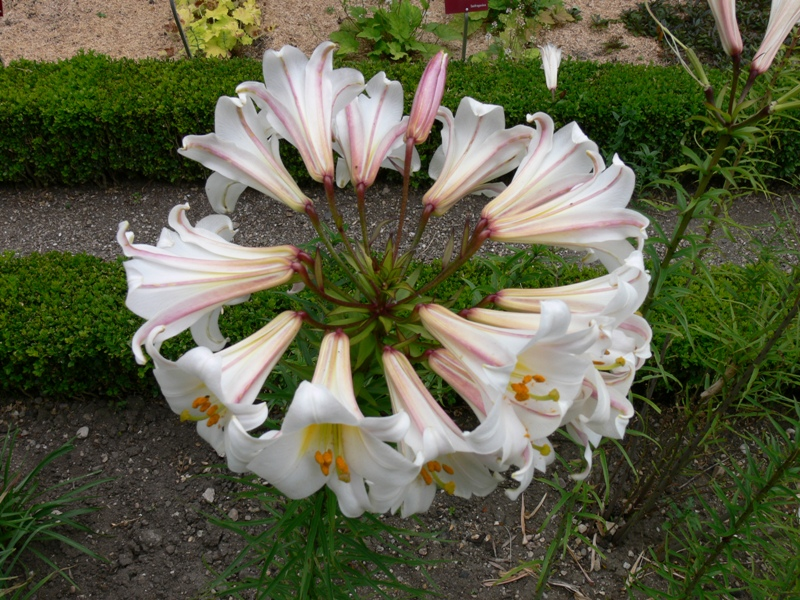
Couronne de lys royaux.

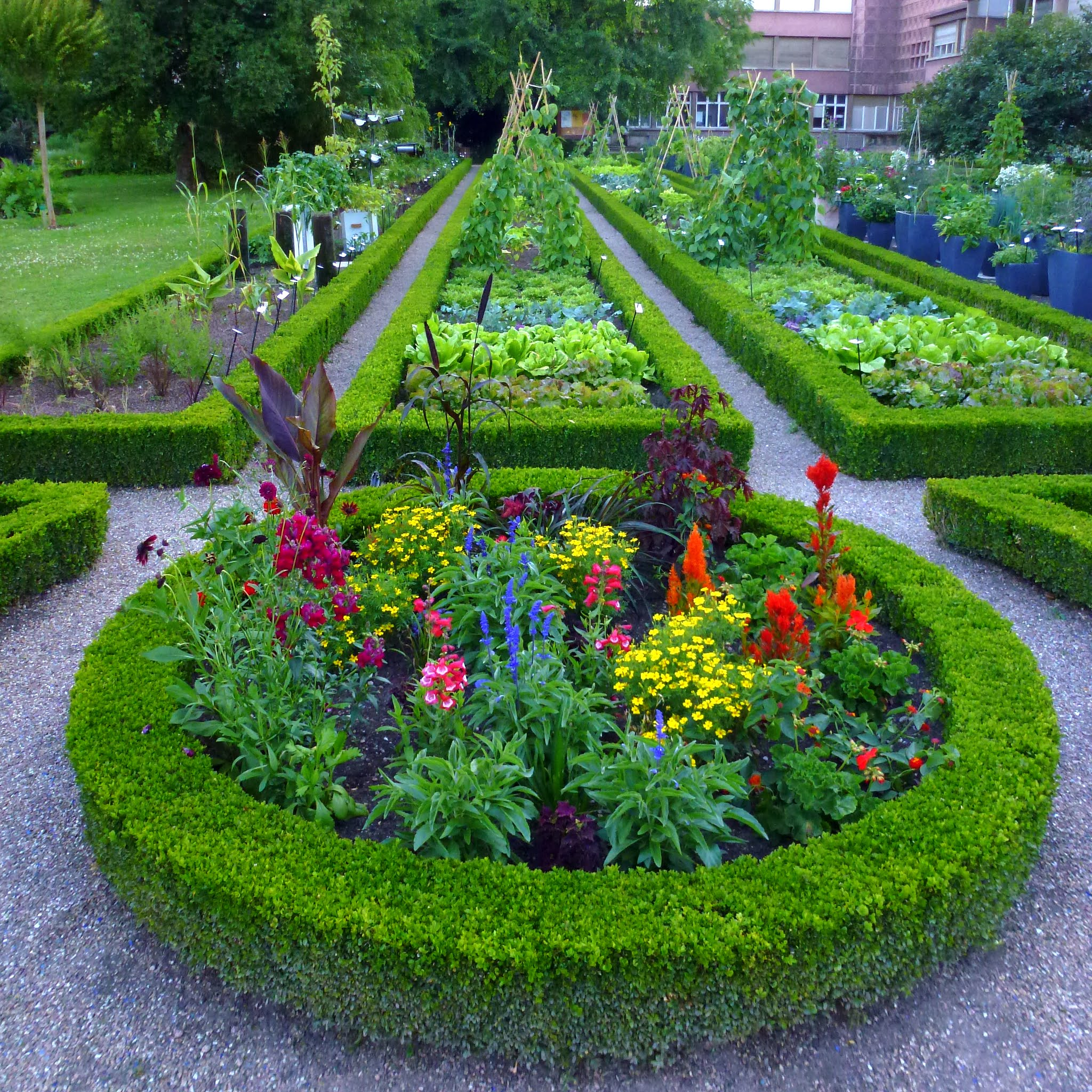
Vue du jardin avec ses buis.

Premier jardin de la ville de Nancy, il a été créé le 19 juin 1758 par Pierre-Joseph Buc'hoz et Grillot. Il reçoit dès 1768 l'apport des espèces du jardin botanique de l'Université de Pont-à-Mousson créé, lui, dès 1572.
En 1805, Joséphine de Beauharnais, à la suite de sa visite à Nancy, fait don au jardin d'un lot de plantes rares cultivées au château de Malmaison.
En 1854, le botaniste Dominique Alexandre Godron devient le directeur du jardin botanique ; il lui donnera son aspect actuel. Il décide en 1867 de faire construire des serres, créées par l'architecte Prosper Morey. Ces serres furent détruites à la fin des années 1920 ; seul un mur en pierre de Jaumont subsiste dans la façade de l'institut botanique, agricole et colonial construit en 1927–1930 sur les plans d'Albert Michaux. En 1933, est achevé l'édifice voisin de l'Institut de zoologie de Nancy. Les plantes de serres sont transférées aux serres municipales du parc Olry.
En 1976, la ville de Nancy cède l'administration de ce jardin à une structure nouvellement créée, les Conservatoire et jardins botaniques de Nancy (CJBN), qui regroupent également le très vaste jardin botanique du Montet à Vandœuvre-lès-Nancy, et le jardin d'altitude du Haut Chitelet dans le massif des Vosges.
En 1993, le jardin est rétrocédé à la ville de Nancy qui lui donne alors son nom actuel. Le jardin perd également sa vocation botanique (les collections étant déplacées au jardin du Montet) pour devenir davantage pédagogique.
En 2010, le jardin est décoré du label Jardin remarquable. Il est labellisé Éco-jardin depuis 2016.

## Monument à Jules Crevaux
Le jardin accueille depuis 1885 un monument dédié à un explorateur mort trois ans plus tôt (de manière violente, au cours d'une de ses explorations en Amérique du Sud), Jules Crevaux, natif de la région (il était à l'époque impossible d'élever un monument dans son village natal, Lorquin, car il se trouvait en territoire allemand, depuis la guerre de 1870 et le traité de Francfort). D'une hauteur de 6 mètres, il est composé d'un buste en marbre représentant Crevaux, tourné vers l'Est où se trouve son village natal, placé au sommet d'une pyramide à base carrée se dressant au milieu d'une vasque circulaire contenant des plantes aquatiques et arrosée par une fontaine ornée de quatre mascarons représentant chacun un type d'Amérindiens d'Amazonie étudié par Crevaux au cours de ses expéditions.

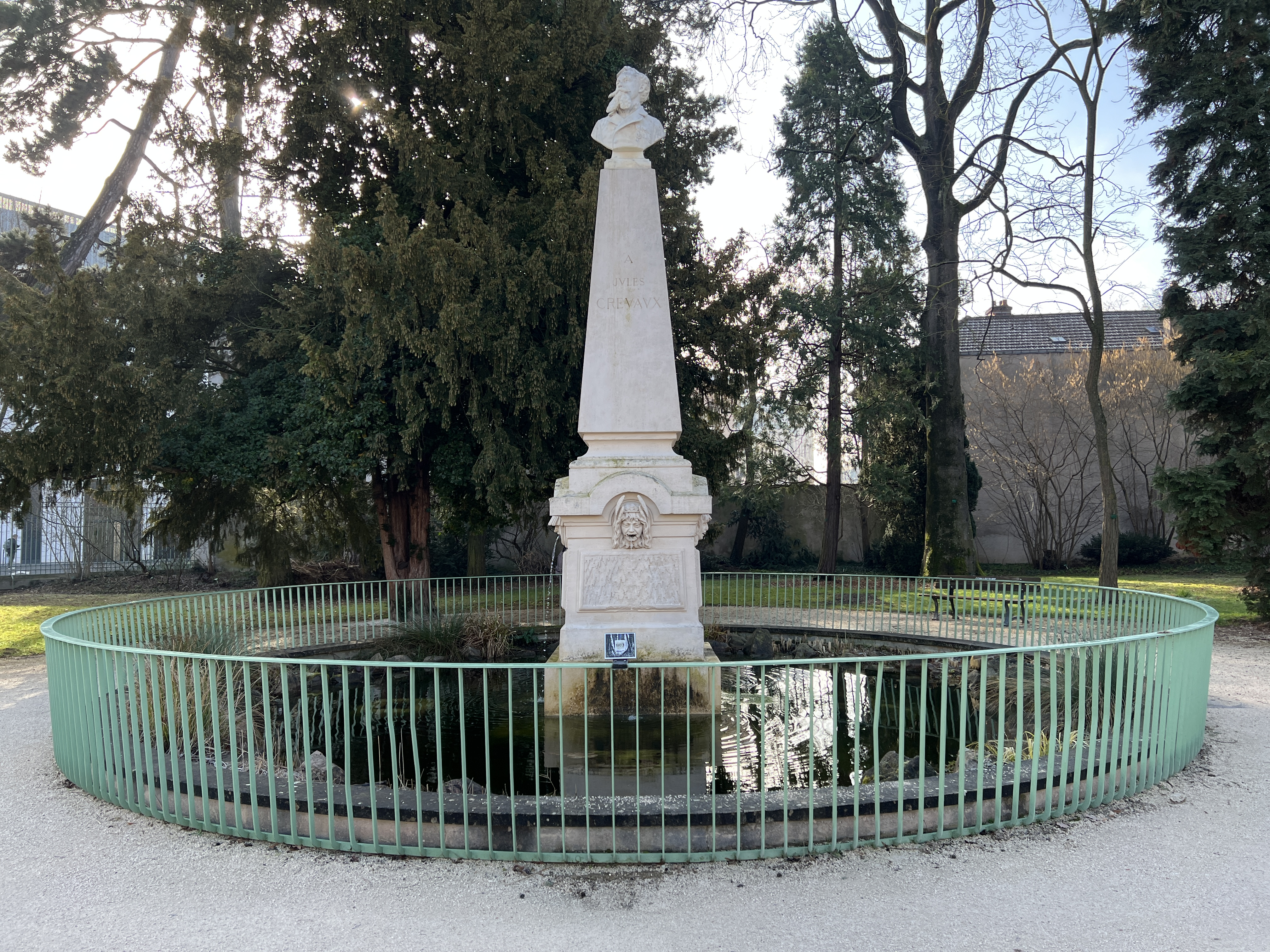
Vue d'ensemble.
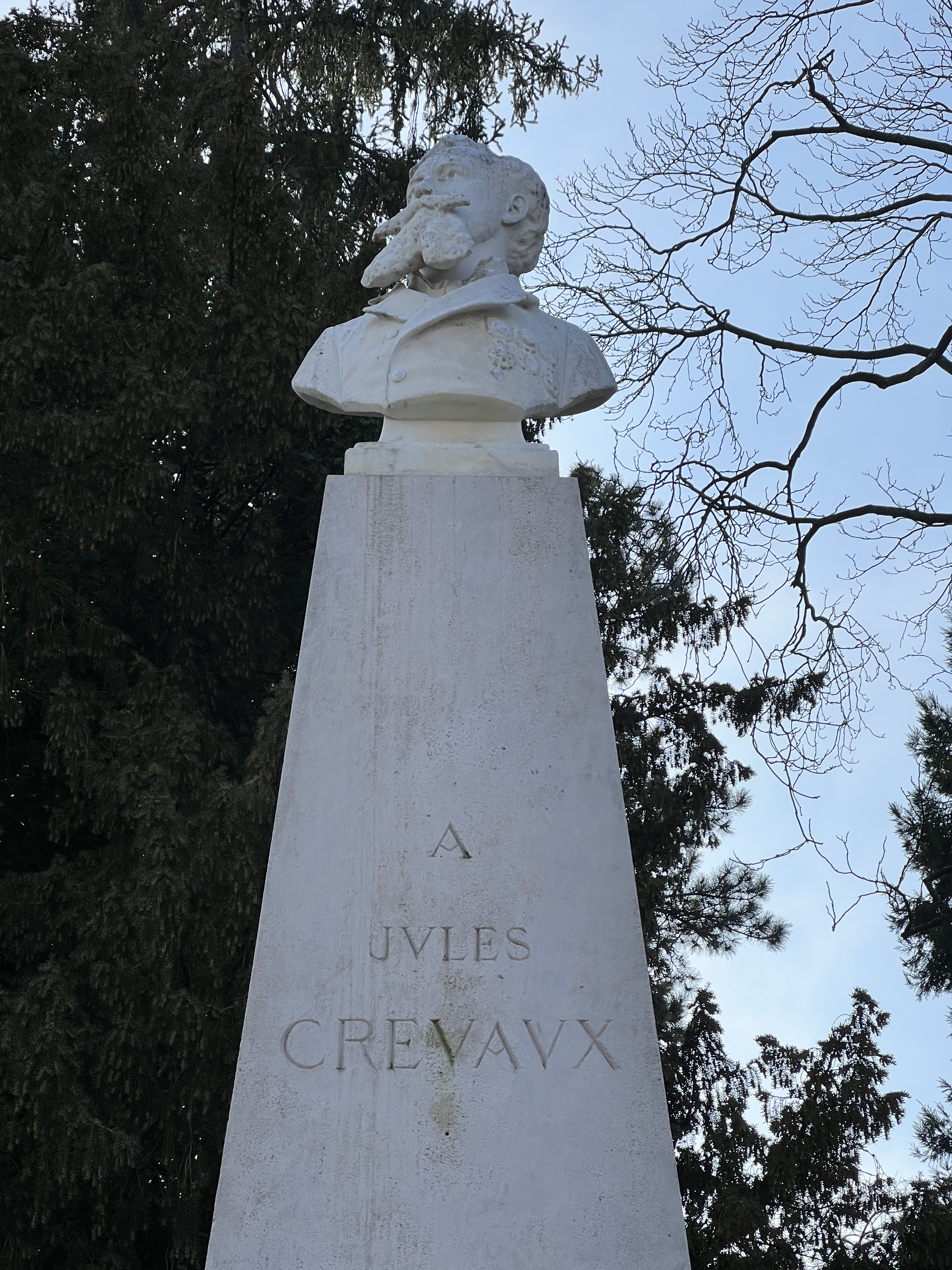
Buste au sommet de la pyramide.
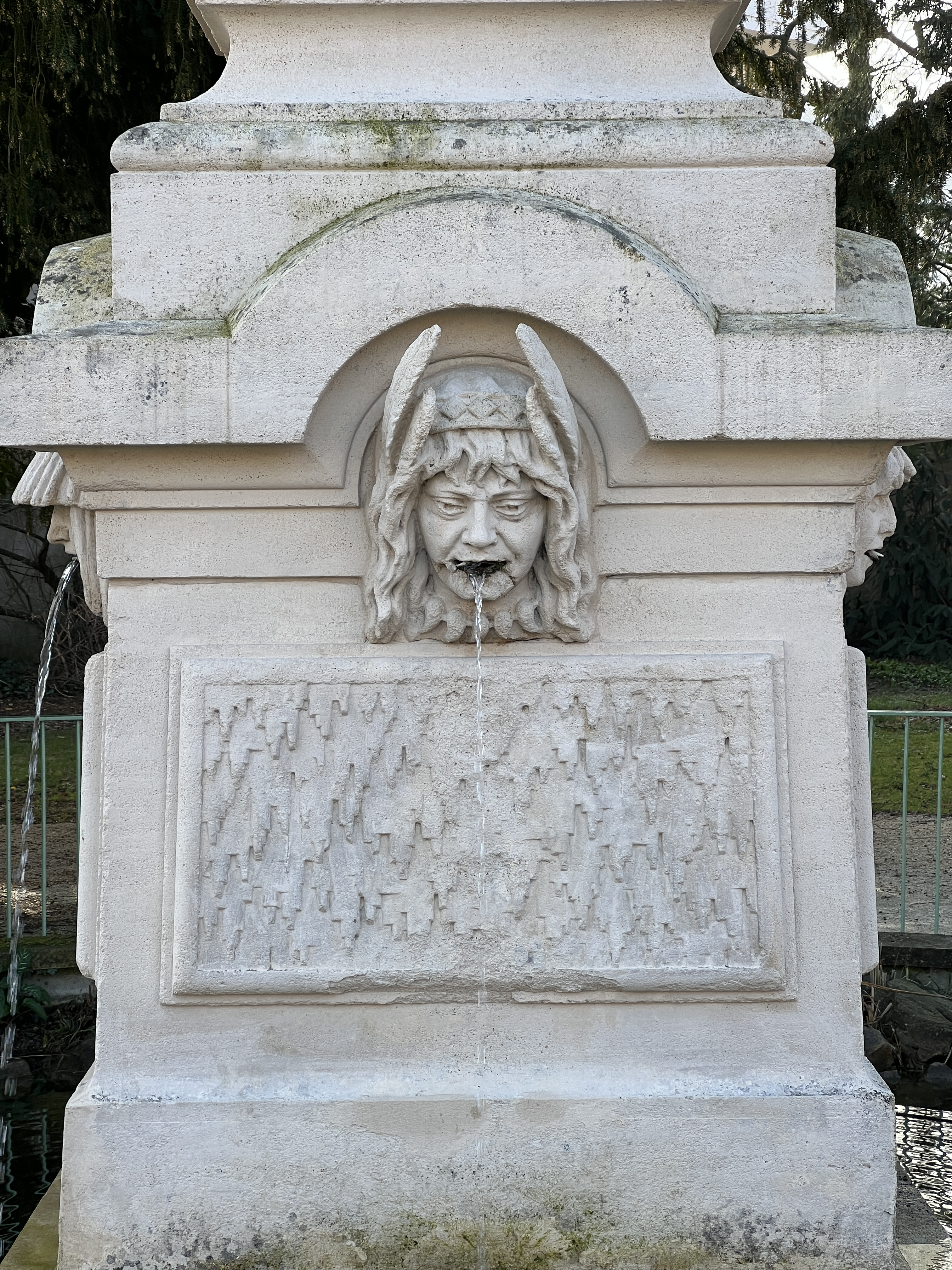
Mascaron.